# Richard P. Martin
Richard P. Martin (* 19. Mai 1954 in Dorchester, Massachusetts) ist ein US-amerikanischer Klassischer Philologe.

## Leben
Richard P. Martin studierte an der Harvard University Klassische Philologie und Keltologie. Während des Studiums arbeitete er von 1974 bis 1978 als Reporter bei der Zeitung The Boston Globe. Nach dem Bachelor- (1976) und Masterabschluss (1978) lehrte er als Teaching Assistant an der Harvard University und verfasste seine Doktorarbeit, mit der er 1981 zum Ph. D. promoviert wurde. Anschließend wechselte er als Assistant Professor of Classics an die Princeton University. 1989 wurde er zum Associate Professor ernannt, 1994 zum Full Professor. 2000 wechselte er als Antony and Isabelle Raubitschek Professor in Classics an die Stanford University. Martin war Gastprofessor (1991) und Sather Professor (2014/15) an der University of California, Berkeley.
Martins wissenschaftliche Studien beziehen sich hauptsächlich auf die griechische Dichtung. Ausgehend von der archaischen Poesie untersuchte er verschiedene Aspekte des Menschenbildes, der Sprache und bestimmter Rituale der Heroenzeit. Seine Monographie The Language of Heroes erfuhr ein großes internationales Echo. Weitere Forschungsschwerpunkte sind Mythologie und Religion der homerischen Epen und die Performativität griechischer Dichtung.
Martin beschäftigte sich auch intensiv mit dem Einsatz der EDV in der akademischen Lehre. Unter anderem veröffentlichte er 2001 ein Lehrbuch mit multimedialer Unterstützung: Encountering Homer’s Odyssey.

## Schriften (Auswahl)
- Healing, Sacrifice, and Battle: ἀμηχανία and Related Concepts in Early Greek Poetry. Innsbruck 1983 (Dissertation, Harvard University 1981)
- The Language of Heroes: Speech and Performance in the Iliad. Ithaca 1989
- Bulfinch’s Mythology: The Age of Fable; The Age of Chivalry; Legends of Charlemagne. Edited with a Commentary by Richard P. Martin. 1991
- mit Paul Muddon: Aristophanes: The Birds. Philadelphia 1999
- Edward McCrorie: Translation of the Odyssey. 2005
- Myths of the Ancient Greeks. New York 2003
  - Estnische Übersetzung: Vana-Kreeka Müüdid. 2007
  - Japanische Übersetzung: 2010
- mit Richmond Lattimore: Translation of the Iliad. Chicago 2011